# Myrtle McAteer

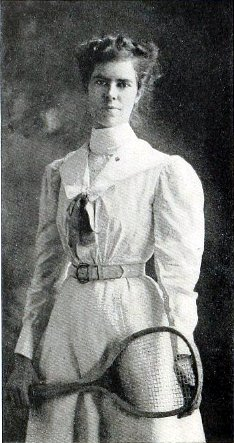
Myrtle McAteer

Myrtle McAteer, född 12 juni 1878 i Pittsburgh, Pennsylvania, död 26 oktober 1952 i Los Angeles, Kalifornien, var en framgångsrik amerikansk tennisspelare.  
McAteer vann singeltiteln i Nordamerikanska mästerskapen 1900 genom finalseger över Edith Parker (6-2, 6-2, 6-0). Hon nådde finalen också året därpå, men förlorade den gången efter fem set mot Elisabeth Moore med 4-6, 6-3, 5-7, 6-2, 2-6. På den tiden spelades damernas mästerskap vid Chestnut Hill på gräsbanor som ägdes av the Philadelphia Cricket Club.
McAteer vann också två gånger dubbeltiteln i Amerikanska mästerskapen, första gången 1899 i par med Jane Craven och andra gången med Juliette Atkinson. Hon var i dubbelfinal också 1900, liksom i mixeddubbelfinalen 1901.
McAteer spelade inte mer i Amerikanska mästerskapen efter sina finalförluster 1901. Däremot fortsatte hon under 1900-talets fem första år att spela tennis på elitnivå i andra amerikanska turneringar. Hon blev redan 1899 den första singelmästarinnan i den nystartade turneringen i Cincinnati genom finalseger över Atkinson. Hon försvarade sin titel år 1900 och 1904. Hon vann också dubbeltiteln 1899, 1900, 1904 och 1905.    
Hon gjorde 1915 ett inhopp i singel i amerikanska grusmästerskapen och nådde kvartsfinalen.   

## Grand Slam-titlar
- Amerikanska mästerskapen
  - Singel - 1900
  - Dubbel - 1899, 1901